# Suore francescane ospedaliere di Santa Elisabetta
Le Suore Francescane Ospedaliere di Santa Elisabetta (in francese Sœurs Hospitalières de Sainte Elisabeth) sono un istituto religioso femminile di diritto pontificio.

## Storia
La congregazione deriva da quella delle elisabettine di Aquisgrana, fondate nel 1622 da Apollonia Radermecher: chiamate a Lussemburgo dalla benefattrice Maria Zorn, le elisabettine si stabilirono in città il 25 luglio 1672.
Le suore furono disperse nel 1791 a causa della rivoluzione francese, ma le quattordici religiose superstiti poterono riprendere la vita comune nel 1805. Essendo in numero esiguo, furono unite prima alla congregazione della Santa Infanzia (1809-1815) e poi alle borromee di Nancy (1844-1846).
Tornate definitivamente autonome, iniziarono a diffondersi oltre i confini belgi e tedeschi e nel 1939 aprirono le loro prime stazioni missionarie in Repubblica Democratica del Congo.
L'istituto, aggregato all'ordine dei frati minori dal 30 marzo 1912, ricevette il pontificio decreto di lode il 7 luglio 1922 e il 24 maggio 1931 ottenne l'approvazione definitiva.

## Attività e diffusione
Le suore si dedicano alla cura dei malati negli ospedali, all'educazione dei bambini in asili e orfanotrofi, al lavoro nelle missioni e ad altre opere a favore di sofferenti e bisognosi.
Oltre che in Lussemburgo, sono presenti in Belgio, Germania e Benin; la sede generalizia è a Lussemburgo.
Alla fine del 2008 la congregazione contava 165 religiose in 27 case.